# Saint-Urbain (Québec)
Pour les articles homonymes, voir Saint-Urbain.
Saint-Urbain est une municipalité de paroisse du Québec (Canada), dans la municipalité régionale de comté de Charlevoix, dans la région administrative de la Capitale-Nationale. 

## Toponymie
Elle est nommée en l'honneur du Pape Urbain Ier et de l'abbé Urbain Boiret (1731-1774), originaire de La Flèche en France et arrivé à Québec en 1755.

## Histoire
Le vendredi 13 juin 1952, un incendie détruit 52 maisons, c'est-à-dire plus des deux tiers du village. Plus de 70 familles se retrouvent à la rue.
Le 1er mai 2023, la municipalité de Saint-Urbain a été frappée par des inondations exceptionnelles causées par le débordement de la rivière du Gouffre, dont le débit a atteint près de 500 mètres cubes par seconde, un phénomène rare observé environ une fois par siècle. Lors de cet événement, deux pompiers volontaires, Christopher Lavoie (23 ans) et Régis Lavoie (55 ans), ont tragiquement perdu la vie alors qu'ils tentaient de secourir des résidents isolés au rang Saint-Georges. Utilisant un véhicule amphibie pour traverser un champ inondé, les pompiers ont été emportés par le courant lorsque leur véhicule s'est retrouvé coincé contre un arbre.
Une cérémonie d’hommage a eu lieu une semaine après la tragédie, réunissant plus d’une centaine de personnes, dont les familles des victimes, des membres de la communauté et des élus. Les participants ont déposé des œillets blancs dans la rivière du Gouffre, près du pont de la rue Sainte-Anne, en mémoire des deux pompiers.
L'enquête menée par la Commission des normes, de l’équité, de la santé et de la sécurité du travail (CNESST) a mis en lumière plusieurs lacunes, notamment l'absence de formation spécialisée pour les interventions en milieu inondé et une planification insuffisante des mesures de prévention. La municipalité de Saint-Urbain a par la suite été mise à l’amende pour avoir contrevenu à ses obligations en matière de santé et sécurité au travail.
Parallèlement, la coroner en chef du Québec a ordonné une enquête publique le 7 juin 2023, dirigée par Me Andrée Kronström, afin de faire la lumière sur les circonstances de ce drame et d’identifier des solutions pour améliorer la sécurité des interventions en contexte d’inondation. Cette enquête, dont les audiences se sont tenues au palais de justice de La Malbaie et ont réuni plus de 60 témoins, est actuellement en phase de représentations finales. Les conclusions officielles du rapport de la coroner sont attendues prochainement.
Un an après la tragédie, le 1er mai 2024, la municipalité a inauguré un mémorial en l’honneur de Régis et Christopher Lavoie. Installé près de la rivière du Gouffre, le site commémoratif vise à rappeler la bravoure des deux hommes et à souligner les leçons tirées de cette tragédie.

## Géographie
À partir de son crénon, dans l'ouest de la municipalité, le ruisseau le Petit Bras coule vers l'est jusqu'à sa confluence avec la rivière le Gros Bras qui traverse la municipalité du nord vers le sud-est jusqu'à sa confluence avec la rivière du Gouffre au nord de l'agglomération. La rivière du Gouffre délimite le sud-est de la municipalité puis la traverse vers le sud-ouest. La rivière du Gouffre Sud-Ouest coule du nord-est vers le sud-est jusqu'à sa confluence avec la rivière du Gouffre.

## Démographie
| 1996  | 2001  | 2006  | 2011  | 2016  | 2021  |
| ----- | ----- | ----- | ----- | ----- | ----- |
| 1 541 | 1 430 | 1 448 | 1 474 | 1 373 | 1 320 |

## Administration
Les élections municipales se font en bloc et suivant un découpage de six districts.
| Saint-Urbain Maires depuis 2001                                                                                      |                  |         |          |
| Élection | Maire            | Qualité | Résultat |
| 2001 | Simon Bouchard   |         | Voir     |
| 2005 | Simon Bouchard   | Voir    |          |
| 2009 | Claudette Simard |         | Voir     |
| 2013 | Claudette Simard | Voir    |          |
| 2017 | Claudette Simard | Voir    |          |
| 2021 | Claudette Simard | Voir    |          |
| Élection partielle en italique Depuis 2005, les élections sont simultanées dans toutes les municipalités québécoises |                  |         |          |

## Société et culture
Saint-Urbain est le point de départ de la Traversée de Charlevoix.

## Cinéma
- En 1968, À force d'homme, de Michel Audy, fut tourné à Saint-Urbain.
- En 1984, dans le film La Guerre des tuques, les scènes du château fort furent tournées dans le rang Saint-Jean-Baptiste. Celles de la forêt furent tournées à Baie-Saint-Paul.
- De 1980 à 1986, la série le Temps d'une paix, est tourné en partie à Saint-Urbain.
- En 2011, le film Le Sens de l'humour, fut tourné à Saint-Urbain.

### Personnalités liées
- Alice Vinette (1894-1989), compositrice, organiste et religieuse canadienne, y est née.

## Jumellage
A l'été 2024, un panneau en bois situé à l'entrée du hameau de Belley (dans Saint-Urbain) annonce son jumelage avec une ville française qui porte le même nom. D'après la page wikipédia de Belley en France, un "panneau artisanal" est également installé à l'entrée de la ville française. Cependant, les deux localités ne sont pas officiellement jumelées. 